# Ida Rodríguez Prampolini
Ida Rodríguez Prampolini (Veracruz, Veracruz, 24 de septiembre de 1925-Veracruz, 26 de julio de 2017) fue una escritora, historiadora, investigadora y académica mexicana especializada en el estudio del arte contemporáneo mexicano y europeo.

## Estudios
Realizó sus primeros estudios en el puerto de Veracruz. Se trasladó a la Ciudad de México para ingresar a la Facultad de Filosofía y Letras de la Universidad Nacional Autónoma de México (UNAM), en donde obtuvo una licenciatura en Letras; en 1947 una maestría en Historia Universal y en 1948 un doctorado en Letras con especialidad en Historia, graduándose por unanimidad magna cum laude. En 1948 y 1949, becada por el gobierno federal, realizó estudios de posdoctorado de Historia del Arte en la Escuela de Verano de la Universidad de Santander y de Historia de Arte y Arte abstracto en la Escuela de Altamira.
En 1950, realizó estudios de Historia del Arte en la Universidad McGill en Montreal. De 1954 a 1957 viajó a Italia para estudiar cursos de Historia del Arte, en la Universidad de Perugia y en la Universidad de Bolonia, así como de pintura, en la Escuela de San Luca de Venecia. En 1960, realizó cursos de especialización en Francia, Suiza, Italia y España.
Falleció el 26 de julio de 2017, a los 91 años.

## Docencia
De 1946 a 1951, impartió clases en el Colegio Guadalupe de Coyoacán, en el Colegio Motolinia, en la Universidad Femenina de México. En 1962, fue profesora adjunta de la cátedra de Justino Fernández sobre Arte Moderno y Contemporáneo en su alma mater; más tarde, fue profesora titular en la misma. Impartió clases en la Universidad Morelos de Cuernavaca, en la Universidad Iberoamericana, en el Colegio de Bachilleres de Tlayacapan. Desde 1969, ha dirigido más de 40 tesis de licenciatura, maestría y doctorado.
Ha impartido más de un centenar de conferencias, ponencias y cursillos sobre arte abstracto, expresionismo abstracto, dadaísmo, arte contemporáneo mexicano e internacional, pintura francesa, surrealismo, muralismo, y sobre artistas como Frida Kahlo, David Alfaro Siqueiros, Remedios Varo, Diego Rivera, Mathias Goeritz, Juan Soriano y Juan O'Gorman, entre otros.

## Investigadora y académica
De 1945 a 1947 realizó investigaciones sobre la medicina prehispánica. En 1957, ingresó como investigadora del Instituto de Investigaciones Estéticas de la UNAM. En 1962 y 1964, realizó trabajos de investigación sobre arte del siglo XX, en el Museo de Arte Moderno de Nueva York. De 1981 a 1983, fue directora de investigación artística en el Centro de Estudios Económicos y Sociales del Tercer Mundo (CEESTEM). De 1984 a 1985, fue consejera cultural de la Embajada de México en Londres. En 1987, fundó y dirigió hasta 1992 el Instituto Veracruzano de Cultura, durante su gestión promovió el establecimiento de casas de cultura, museos y rescate de archivos. De 2002 a 2007, fue directora del Consejo Veracruzano de Arte Popular.
Desde 1974, es miembro de la Academia de Artes de México. En 1989, ingresó como miembro de número de la Academia Mexicana de la Historia ocupando el sillón 8, ese mismo año, fue nombrada miembro correspondiente de la Real Academia Española de la Historia de Madrid. En 1985 ingresó al Sistema Nacional de Investigadores en nivel III y a partir de 1999 fue Investigadora Emérita del mismo. Fue miembro del Consejo Consultivo de Ciencias de la Presidencia de la República. En 1996 ingresó a la Union Académique Internationale (IUA) de Bruselas, Bélgica.

## Premios y distinciones
- Investigadora Emérita por la Universidad Nacional Autónoma de México, en 1988.
- Premio Latinoamérica de Promoción Cultural de la Fundación Japón, en 1990.
- Premio Universidad Nacional (UNAM) en el área de Docencia en Humanidades, en 1991.
- Medalla al Mérito Univesitario de la UNAM, en 1999.
- Investigadora Emérita del Sistema Nacional de Investigadores, en 1999.
- Premio Nacional de Ciencias y Artes en el área de Historia, Ciencias Sociales y Filosofía, otorgado por el gobierno federal mexicano, en 2001.[5]
- Medalla Calasanz otorgada por la Universidad Cristóbal Colón del Puerto de Veracruz, en 2002.
- Doctorado honoris causa por la Universidad Veracruzana, en 2003.[6]
- Reconocimiento Sor Juana Inés de la Cruz, por el Teatro Juan Ruiz de Alarcón, en 2004.
- Reconocimiento Alexander von Humboldt, en 2005.
- Medalla Águila al mérito ciudadano, por el Convergencia, en 2007.
- Medalla de Oro Bellas Artes, por el Instituto Nacional de Bellas Artes, en 2009.[7]
- Medalla Adolfo Ruiz Cortines, del Congreso del Estado de Veracruz de Ignacio de la Llave, en 2009.[8]

## Algunas publicaciones
A lo largo de su profesión, escribió más de cuatrocientos artículos, más de cien presentaciones de libros y catálogos sobre temas artísticos, más de treinta capítulos para libros como coautora y más de veinticinco libros como autora única. Entre ellos destacan:
- La Atlántida de Platón en los cronistas del siglo XVI, en 1947.
- Amadises de América. La hazaña de Indias como empresa caballeresca, en 1948.
- El arte contemporáneo. Esplendor y agonía, en 1964.
- La crítica de arte en México en el siglo XIX. 1810-1903, tres volúmenes, en 1964.
- El surrealismo y el arte fantástico en México, en 1969.
- Pedro Friedeberg, en 1973.
- Una década de crítica de arte, en 1974.
- Herbert Bayer, un concepto total, en 1975.
- Presentación de seis artistas mexicanos: Gunther Gerzso, Kasuya Sakai, Sebastían, Mathias Goeritz, Vicente Rojo, Manuel Felguerez, en 1978.
- Sebastián. Un ensayo sobre arte contemporáneo, en 1981.
- Juan O'Gorman. Arquitecto y pintor, en 1982.
- Ensayo sobre Cuevas, en 1988.
- Variaciones sobre arte, en 1992.
- La memoria recuperada, Julio Galán, en 1994.
- El Palacio de Sonambulópolis de Pedro Friedeberg, en 1999.
- Luis Nishizawa naturaleza exterior, naturaleza interior, en 2000.
- Catálogo del muralismo producto de la Revolución mexicana, en América. Décadas 1920-1940, en 2001.
- El canon de la belleza americana. Francisco Zúñiga, en 2002.